# Pimpinella tragium subsp. pseudotragium
Pimpinella tragium subsp. pseudotragium — многолетнее травянистое растение, вид рода Бедренец (Pimpinella) семейства Зонтичные (Apiaceae). В литературе и интернет-источниках встречается под названием Бе́дренец И́ды (лат. Pimpinella idae) (назван в честь доктора биологических наук, профессора Иды Пановны Манденовой.) в ранге вида, и под названием родительского таксона Бе́дренец козельцовый (лат. Pimpinella tragium), которые являются устаревшими синонимами.

## Распространение и экология
Ареал вида охватывает Западное Закавказье (Абхазия). Эндемик. Описан из ущелья реки Бзыби.
Произрастает в трещинах скал.

## Биологическое описание
Корень довольно толстый. Стебли высотой 15—40 см, в числе нескольких, при основании восходящие, коротко опушённые, в верхней половине почти голые, почти от основания ветвистые, с косо восходящими ветвями.
Прикорневые листья многочисленные, на черешках почти равных пластинке, в очертании яйцевидные, пластинка кожистая, длиной 6—7 см, шириной 3—4 см, дважды- или почти трижды перисто-рассечённая, первичные доли в числе 4—5 пар, яйцевидные, нижняя отставленная от остальных, в свою очередь перисто-рассечённая; вторичные доли перистые с клиновидными дольками или глубоко зубчатые, короткорассеянно-опушённые, иногда почти голые. Стеблевые листья с редуцированной пластинкой, сидячие на плотно опушенном влагалище или представлены одними продолговато-линейными влагалищами без пластинки.
Зонтики в поперечнике 1,5—4 см, с 6—9 неодинаковыми по длине, очень коротко рассеянно-опушёнными или почти голыми лучами; зонтички в поперечнике 5—8 мм, лучи зонтичков коротко и плотно опушённые. Обёртки и обёрточки отсутствуют. Лепестки белые, длиной около 1 мм, на спинке опушенные.
Зрелые плоды не известны.

## Классификация

### Таксономия[3]
Pimpinella tragium subsp. pseudotragium (DC.) V.A.Matthews, 1972, Fl. Turkey 4: 361
Pimpinella tragium subsp. pseudotragium включается в состав вида Бедренец козельцовый (Pimpinella tragium) рода Бедренец (Pimpinella) семейства Зонтичные (Apiaceae) порядка Зонтикоцветные  (Apiales). Кладограмма в соответствии с Системой APG IV:
|  |                                      |  |                                   |                                   |                     |  | ещё 6 семейств | ещё 6 семейств |                      |  |  |  | еще 171 подтвержденный и 73 в статусе "непроверенных" видов и инфравидовых таксонов | еще 171 подтвержденный и 73 в статусе "непроверенных" видов и инфравидовых таксонов |  |  |
|  |                                      |  |                                   |                                   |                     |  | ещё 6 семейств | ещё 6 семейств |                      |  |  |  | еще 171 подтвержденный и 73 в статусе "непроверенных" видов и инфравидовых таксонов | еще 171 подтвержденный и 73 в статусе "непроверенных" видов и инфравидовых таксонов |  |  |
|  |                                      |  |                                   | порядок Зонтикоцветные            |                     |  |                |                | род Бедренец         |  |  |  |                                                                                     | Pimpinella tragium subsp. pseudotragium                                             |  |  |
|  |                                      |  |                                   | порядок Зонтикоцветные            |                     |  |                |                | род Бедренец         |  |  |  |                                                                                     | Pimpinella tragium subsp. pseudotragium                                             |  |  |
|  | отдел Цветковые, или Покрытосеменные |  |                                   |                                   | семейство Зонтичные |  |                |                | Бедренец козельцовый |  |  |  |                                                                                     |                                                                                     |  |  |
|  | отдел Цветковые, или Покрытосеменные |  |                                   |                                   |                     |  |                |                |                      |  |  |  |                                                                                     |                                                                                     |  |  |
|  |                                      |  | ещё 63 порядка цветковых растений | ещё 63 порядка цветковых растений |                     |  |                | ещё 447 родов  | ещё 447 родов        |  |  |  | еще 6 подтвержденных и 1 в статусе "непроверенных" инфравидовых таксонов            |                                                                                     |  |  |
|  |                                      |  |                                   | ещё 63 порядка цветковых растений |                     |  |                |                | ещё 447 родов        |  |  |  |                                                                                     |                                                                                     |  |  |